# Protogryllidae
Famille
Les Protogryllidae sont une famille fossile d'insectes orthoptères du Crétacé et du Jurassique.

## Liste des genres
Selon Orthoptera Species File (27 mars 2010) :
- † Falsispeculinae Gorochov 1985
  - † Angarogryllus Gorochov, 1985
  - † Asiogryllus Gorochov, 1985
  - † Falsispeculum Gorochov, 1985
  - † Parangarogryllus Gorochov, 1984
- † Karataogryllinae Gorochov 1985
  - † Karataogryllus Sharov, 1968
- † Protogryllinae Zeuner 1937
  - † Bacharogryllus Gorochov, 1984
  - † Protogryllus Handlirsch, 1906
- sous-famille indéterminée
  - † Aenigmagryllus Gorochov, 1992

## Publication originale
- (en) Zeuner, 1937 : Descriptions of new genera and species of fossil Saltatoria. Proceedings of the Royal Entomological Society of London, B, vol. 6,: p. 154-159.